# Primární zdroj informace

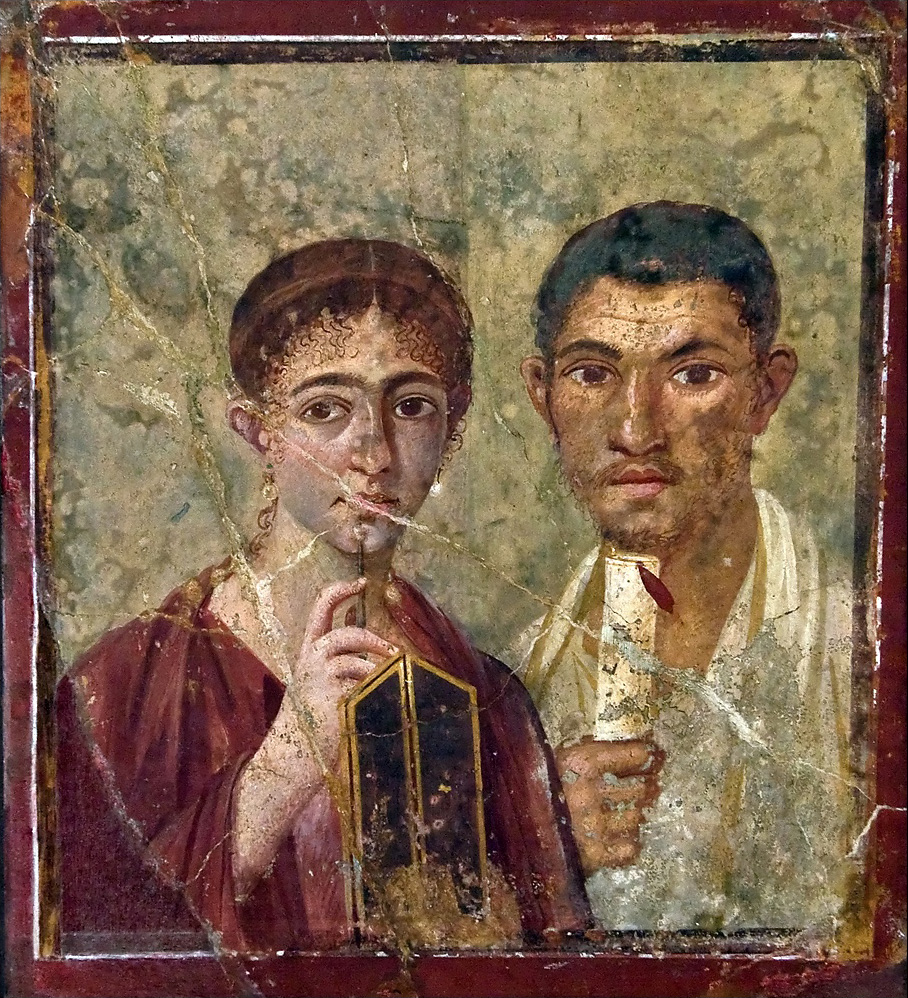
Tato nástěnná malba nalezená v římském městě Pompeje je příkladem primárního zdroje o lidech v Pompejích v římských dobách. (Portrét Terentius Neo)

Za primární zdroj informace (označovaný rovněž jako původní zdroj) je možné považovat artefakt, dokument, deník, rukopis, autobiografii, nahrávku, pozorování, měření nebo jakýkoli jiný zdroj informací, který byl vytvořen jako původní zdroj informace o tématu.
V žurnalistice může být primárním zdrojem osoba s přímou znalostí situace nebo dokument napsaný takovou osobou.
Primární zdroje se odlišují od sekundárních zdrojů, které citují, komentují nebo na nich staví. Sekundární zdroj může být také primárním zdrojem v závislosti na tom, jak je používán.  Například monografie by byla považována za primární zdroj ve výzkumu týkajícím se jejího autora, ale stejná monografie by byla sekundárním zdrojem, pokud by byla použita ke zkoumání kultury, ve které její autor žil. „Primární“ a „sekundární“ je třeba chápat jako relativní termíny, přičemž zdroje jsou kategorizovány podle konkrétních kontextů.